# 民族学博物馆

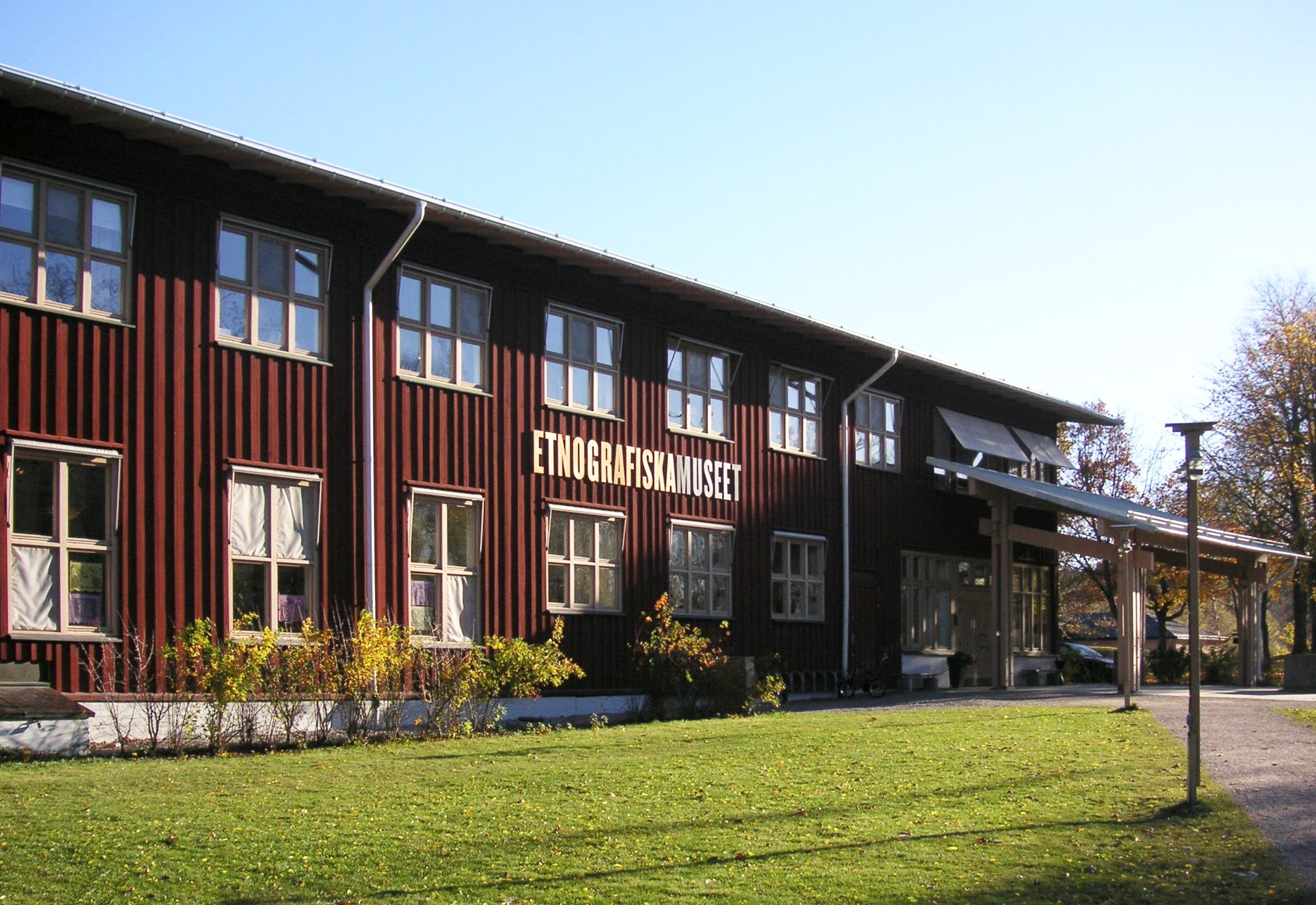
民族博物馆（2007年摄）

59°19′57″N 18°07′14″E / 59.33250°N 18.12056°E
民族学博物馆（瑞典語：Etnografiska Museet）是一家位于瑞典首都斯德哥尔摩的博物馆。博物馆有超过220,000件与民族誌、文化人类学有关的藏品，这些藏品来自世界各地，包括中国、韩国、南亚和东南亚，太平洋地区、美洲和非洲。博物馆也是斯文·赫定基金会的总部。